# Carcinoma uracale
Il carcinoma uracale o dell'uraco è un tumore maligno di un residuo embrionario dell'apparato urinario.
L'uraco collega l'ombelico alla vescica. Più del 70% dei soggetti adulti presenta un uraco obliterato, nei restanti casi può rimanere pervio anatomicamente ma chiuso funzionalmente. Possono esser presenti cisti, fistole, seni.
Il carcinoma in questa sede è molto raro, raggiungendo lo 0,7% dei tutti i tumori maligni della vescica. Istologicamente l'84% dei casi è adenocarcinoma. Si verifica nei maschi tra 40-70 anni e si presenta, nel 70% dei casi con ematuria, mentre solo 25% hanno minzione mucosa, segno considerato comune patognomonico.
Può verificarsi ovunque, dalla vescica all'ombelico, ma usualmente si trova nel 90% dei casi in sede sopravescicale. Dà metastati regionali pelvico-linfonodali, al fegato, ai polmoni, alle ossa.
Se la diagnosi è precoce, la prognosi è buona, altrimenti il tasso di sopravvivenza a 5 anni è inferiore al 16%. Il trattamento è chirurgico con cistectomia radicale o parziale, accompagnato da linfanedectomia pelvica bilaterale e resezione di ombelico.